# مارتا و واندلاس
مارتا و واندلاس (انگلیسی: Martha and the Vandellas) معروف به مارتا ریوز و واندلاس (انگلیسی: Martha Reeves & The Vandellas) از سال ۱۹۶۷ تا ۱۹۷۲، یک گروه دخترانهٔ آمریکایی بود که در سال ۱۹۵۷ در دیترویت تشکیل شد. این گروه در دهه ۱۹۶۰ با موتاون به شهرت رسید.
این گروه، توسط آنت بیرد، روزالیند اشفورد و گلوریا ویلیامز که با یکدیگر دوست بودند، تأسیس شد. گروه در نهایت شامل مارتا ریوز شد که پس از جدایی ویلیامز در سال ۱۹۶۲ به‌عنوان خوانندهٔ اصلی گروه ارتقا یافت.